# Сірарпі Тер-Нерсесян
Сірарпі Мігранівна Тер-Нерсесян (вірм. Սիրարփի Տեր-Ներսեսյան; 5 вересня 1896, Константинополь — 6 липня 1989, Париж) — англійська, американська та французька історикиня і мистецтвознавиця. Фахівчиня у галузі вірменського та візантійського мистецтва.
Викладачка в навчальних закладах Франції, Англії та США — Коледжі Веллслі, Колежі де Франс та Сорбонні тощо). Доктор мистецтвознавства. Професорка дослідного центру Думбартон-Окс. Членкиня Американської академії середньовіччя (1945), іноземна членкиня Академії наук Вірменської РСР (1966), членкиня Британської академії (1975) і Академії написів і красного письменства (1978). Почесний доктор коледжів Вільсона (1948) і Сміта (1957). Лауреатка низки міжнародних премій і нагород.

## Біографія
Народилася 15 вересня 1896 року в Константинополі в багатій вірменській ррдині, де вона була наймолодшою з трьох дітей. Коли Тер-Нерсесян було 9 років, померла її мати Акабі, а коли 18 — помер батько Мігран.
По материнській лінії Сірарпі була племінницею вченому вірменської церкви і патріарху Магакії Орманяну. Здобула гарну освіту, закінчивши в Константинополі англійську середню і церковноприходську школу Есаян. Побіжно говорила трьома мовами: вірменською, англійською та французькою.
У 1915 році, рятуючись від геноциду вірменів, разом зі своєю сестрою Араксією переїхала до Європи, спочатку влаштувавшись у Швейцарії. Тут Сірарпі Тер-Нерсесян вступила до Женевського університету. Після закінчення її навчання в 1919 році сім'я переїхала на постійне місце проживання до Парижу. Вона вступила в Сорбонну, до школи вищих досліджень і вивчення історії Паризького університету.
Навчалася і працювала поруч зі знаменитими візантологами Шарлем Ділем та Габріелем Мілле, а також з істориком мистецтва Анрі Фасійоном, помічником якого стала в 1922 році.
У 1930 році Сірарпі Тер-Нерсесян переїхала до США, де почала викладати в Коледжі Веллслі у штаті Массачусетс. Читаючи лекції в коледжі, стала повним професором, а потім головою Відділу історії мистецтв і директором Фарнсвортського музею.
Сірарпі Тер-Нерсесян була першою жінкою, що читала в коледжі лекції з мистецтва Візантії, а також нагородженою Вазгеном I медаллю «Григорія Просвітителя» (1960). Вона також стала першою з жінок, запрошених читати лекції до Коллежа де Франс. У свій час була першою жінкою — повним професором в центрі Думбартон-Окс, і другою жінкою, удостоєною медалі англійського товариства антикваріату (1970).
До 1978 року Сірарпі Тер-Нерсесян працювала в Думбартон-Оксі, після чого, вийшовши на пенсію, жила з сестрою в Парижі. Сірарпі Тер-Нерсесян, маючи багату бібліотеку, після виходу на пенсію, пожертвувала її вірменському інституту стародавніх рукописів Матенадарану.

## Пам'ять
Після смерті вченої, у 1988 році, було створено ендаумент-фонд для майбутніх студентів істориків мистецтва у Вірменії, а також фонд імені Сірарпі Тер-Нерсесян при Дослідницькому центрі Вірмено-Візантійських мініатюр (фр. Institut de Recherche sur les Miniatures Arméno- byzantines).

## Педагогічна діяльність
- 1925—1929 — викладала в Сорбоннському університеті.
- 1930—1946 — викладала в коледжі Веллслі (Массачусетс, США).
- 1937—1946 — голова центру мистецтв Веллесоєського коледжу та інспектор музею Фансворду.
- 1946—1962 — викладала в Гарвардському університеті.
- 1953—1954 — почесний директор наукового центру «Думбартон-Окс» Гарвардського університету.
- 1954—1955 і 1961—1962 — директор навчальної частини Гарвардського університету.
- 1962—1978 — працювала в Думбартон-Оксі.

### Звання
- член Національного товариства антикваріїв Франції
- доктор мистецтвознавства (1936)
- член Американської академії Середньовіччя (1945)
- професор (1946)
- член жіночої асоціації університетів США (1948)
- іноземний член Академії наук Вірменської РСР (1965)
- член Національної асоціації археологів Франції (1971)
- член-кореспондент Британської академії (1975)
- член-кореспондент Академії написів і красного письменства Франції(1978)
- почесний доктор коледжу Вільсона (1948)
- почесний доктор коледжу Сміта (1957)

#### Медалі
- золота медаль Англійської археологічного товариства (1960)
- медаль «Григорія Просвітителя» (1960)
- медаль англійського товариства антикваріату (1970)

#### Премії
- лауреат премії імені Фулда (1937)
- лауреат премії імені Шлюмбертера (1963)
- лауреат премії імені Ананія Ширакаці Академії наук Вірменської ССР (1982)
- лауреат премії Французької академії написів і красного письменства

## Праці
Основні праці Сірарпі Тер-Нерсесян присвячені питанням вірменської історії та архітектури, вірменського та візантійського середньовічного мистецтва, а також вірменської мініатюри.

### Книги
- Aght'amar: Church of the Holy Cross. Cambridge, Mass.: Harvard University Press, 1945
- Armenia and the Візантійські Empire: A Brief Study of Armenian Art and Civilization. Cambridge: Harvard University Press, 1945
- Armenian Manuscripts in the Walters Art Gallery. Baltimore: The Trustees, 1973
- Armenian miniatures from Isfahan. Brussels: Les Editeurs d'art Associés, 1986
- The Armenians. New York: Praeger, 1969
- L'art arménien. Paris: Art européen. Publications filmées d'art et d'histoire, 1965. (French)
- L illustration du roman de Barlaam et Joasaph. Paris: de Boccard, 1937. (French)
- Miniature Painting in the Armenian Kingdom of Cilicia from the Twelfth to the Fourteenth Century. Washington D. C.: Думбартон Oaks Studies, 1993

### Статті
- «The Armenian Chronicle of the Constable Smpad or of the 'Royal Historian.'» Думбартон Oaks Papers, Vol. 13, 1959, pp.  141-168
- «An Armenian Gospel of the Fifteenth Century.» The Boston Public Library Quarterly. 1950, pp.  3-20
- «A General View of the Manuscripts of San Lazarro.» Bazmavep. Venice, 1947, pp.  269-272. (Armenian)
- «Pagan and Christian Art in Egypt. An exhibition at the Brooklyn Museum.» The Art Bulletin. Vol. 33, 1941, pp.  165-167
- «Two Miracles of the Virgin in the Poems of Gautier de Coincy.» Думбартон Oaks Papers, Vol. 41, 1987, pp.  157-163
- «The Kingdom of Cilician Armenia» A History of the Crusades, edited by Kenneth M. Setton, 1969